# Marni Nixon
Margaret "Marni" Nixon, född 22 februari 1930 i Altadena i Kalifornien, död 24 juli 2016 på Manhattan i New York, var en amerikansk sopran och playbacksångare samt skådespelare. 
Nixon var sångröst till utvalda skådespelare i flera stora filmmusikaler. Hon är mest känd för att ha dubbat sångrösterna till de kvinnliga huvudrollerna i filmer som Kungen och jag, West Side Story och My Fair Lady. Förutom hennes röstarbete i filmer, har Nixons omväxlande karriär inkluderat några filmroller, tv-serier, opera, konserter med stora symfoniorkestrar runt om i världen, musikaler på scener i hela USA, och skivinspelningar.
År 1950 gifte sig Nixon med den förste av sina tre makar, Ernest Gold, som komponerat ledmotivet till filmen Exodus. De hade tre barn, inklusive singer/ songwritern Andrew Gold. De skilde sig 1969. Nixon var sedan gift med Dr. Lajos "Fritz" Fenster 1971-1975, och musikern Albert Block från 1983 fram till hans död 2015. Nixon avled i New York, i sviterna av bröstcancer, vid 86 års ålder.

## Filmografi i urval
- 1950 – Askungen (sjunger A Dream Is a Wish Your Heart Makes)
- 1951 – Alice i Underlandet (röst: Sjungande blommor)
- 1956 – Kungen och jag (dubbar Deborah Kerrs sångröst)
- 1957 – Allt om kärlek (dubbar Deborah Kerrs sångröst)
- 1961 – West Side Story (dubbar Natalie Woods sångröst)
- 1964 – My Fair Lady (dubbar Audrey Hepburns sångröst)
- 1964 – Mary Poppins (röst: Geese)
- 1965 – Sound of Music (roll: Syster Sophia)
- 1994 – Seinfeld (TV-serie) (framför "I Could Have Danced All Night")
- 1998 – Mulan (Mormor Fas sångröst, sjunger "Honor to Us All")
- 2001 – Law & Order: Special Victims Unit (TV-serie) (roll: Edna Dumas)
- 2011 – Glee (TV-serie) (framför "A Boy Like That/I Have a Love")